# Ecnomus pusanus
Ecnomus pusanus är en nattsländeart som beskrevs av Martin E. Mosely 1932. Ecnomus pusanus ingår i släktet Ecnomus och familjen trattnattsländor. Inga underarter finns listade i Catalogue of Life.